# Сипаї
Сипаї (перс. سپاهی sipâhi, солдат) — наймані колоніальні війська в Індії у XVIII — першій половині XX століття англійських та інших колонізаторів, які були створені з місцевого населення. Складали значну частину британської колоніальної армії.
Спочатку термін «сипаї» використовувався в Британській індійській армії і раніше в  Британській Ост-Індській компанії для рядових піхотинців і досі використовується в арміях Індії, Пакистан і Бангладеш для позначення рядового складу.
Сіпаї були головною рушійною силою найбільшого індійського повстання колоніального періоду - Повстання сипаїв.
Те ж перське слово (у варіанті «сипахи» або «спахи») означало різновид кавалерії в Османської імперії. Словом «zipaio» баскські націоналісти називають співробітників поліції, маючи на увазі, що ті теж служать іноземним окупантам.
В Аргентині, слово "cipayo" історично використовувалося як принизливий розмовний вираз, що стосується осіб, які вважаються такими, що служать іноземним інтересам, а не служать власній країні.

## Етимологія
Перською اسپ (Aspa) означає кінь, а "Ispahai" також означає кавалеристів.
Термін «сіпай» походить від перського слова sepāhī (سپاهی), що означає традиційний "солдат піхоти" в Імперії Великих Моголів.
В Османській імперії термін sipahi використовувався для позначення кавалеристів.

## Історія

### На службі індійських держав

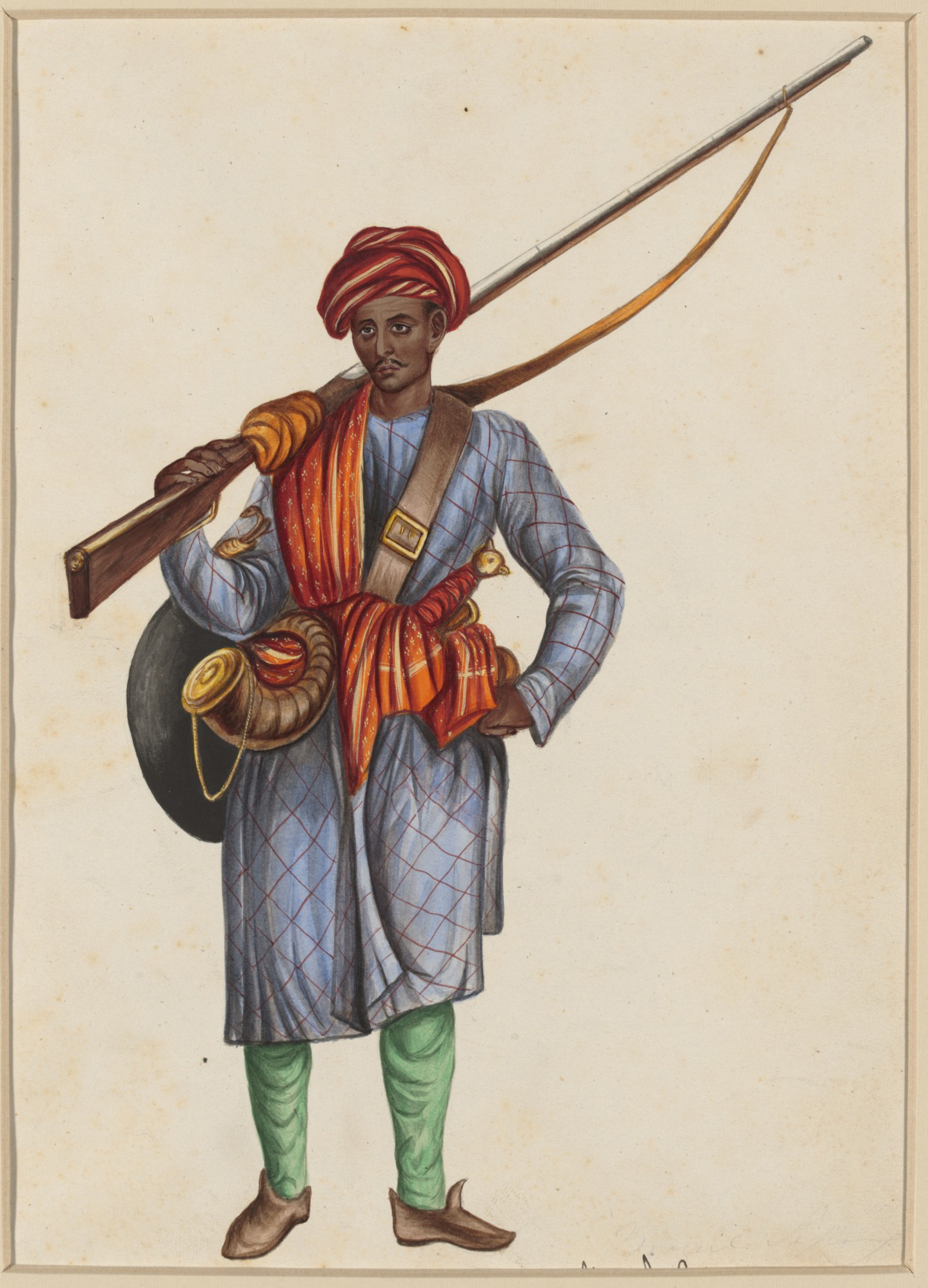
Сипай Моголів під командуванням Мирзи Наджаф Хана.
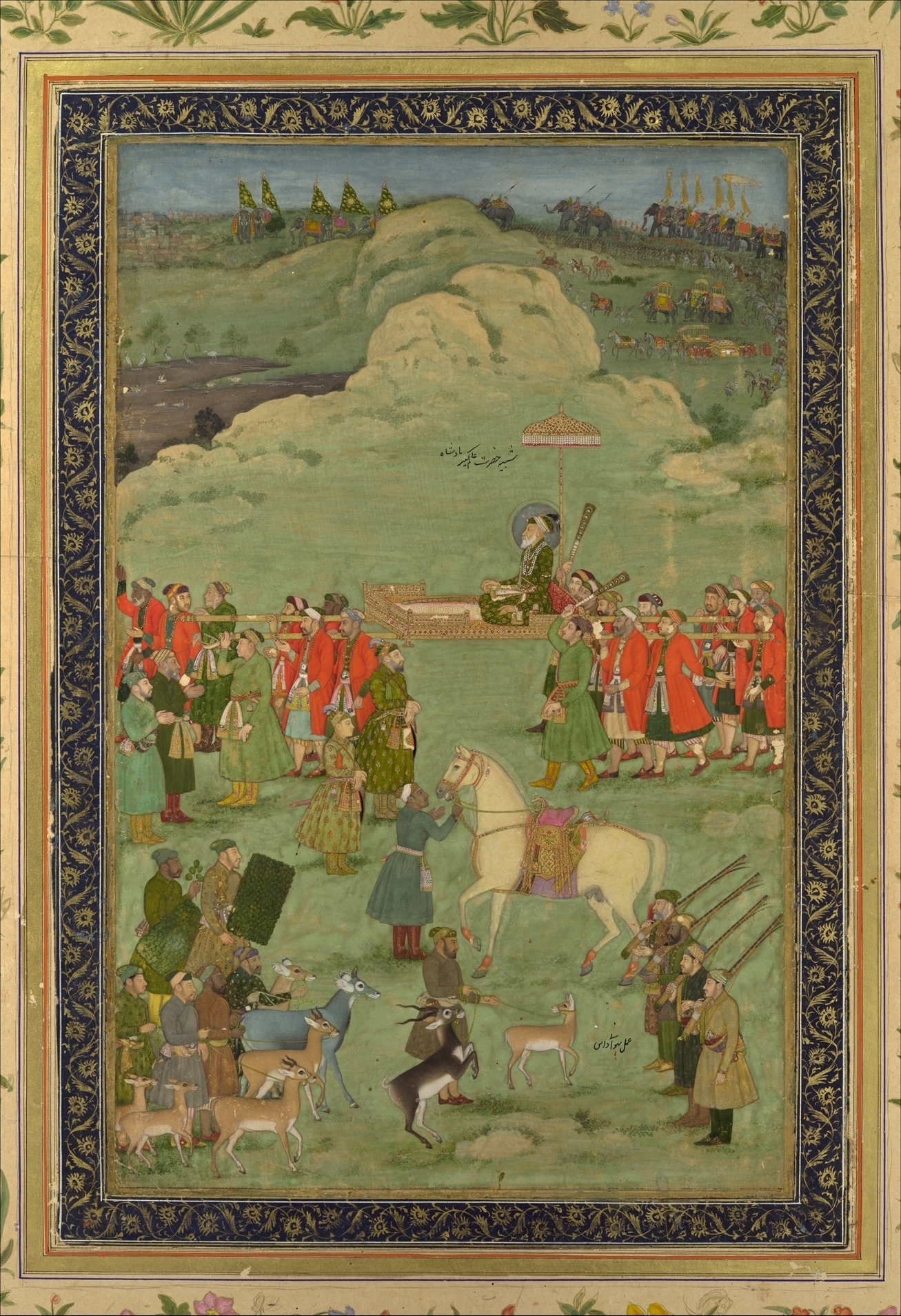
Імператор Імперії Великих Моголів Аурангзебу під час експедиції (1705)

Сипахи або сипаї були піхотинцями армій Імперії Великих Моголів і Майсурського князівства. За часів правління Аурангзебу сипаї були озброєні мушкетами, через що активно застосовувалися під час облог. Проте підрозділи сипаїв не складали основу місцевої армії: в 1760 року налічувалося лише 9 піхотних батальйонів сипаїв.

### На службі Британської імперії

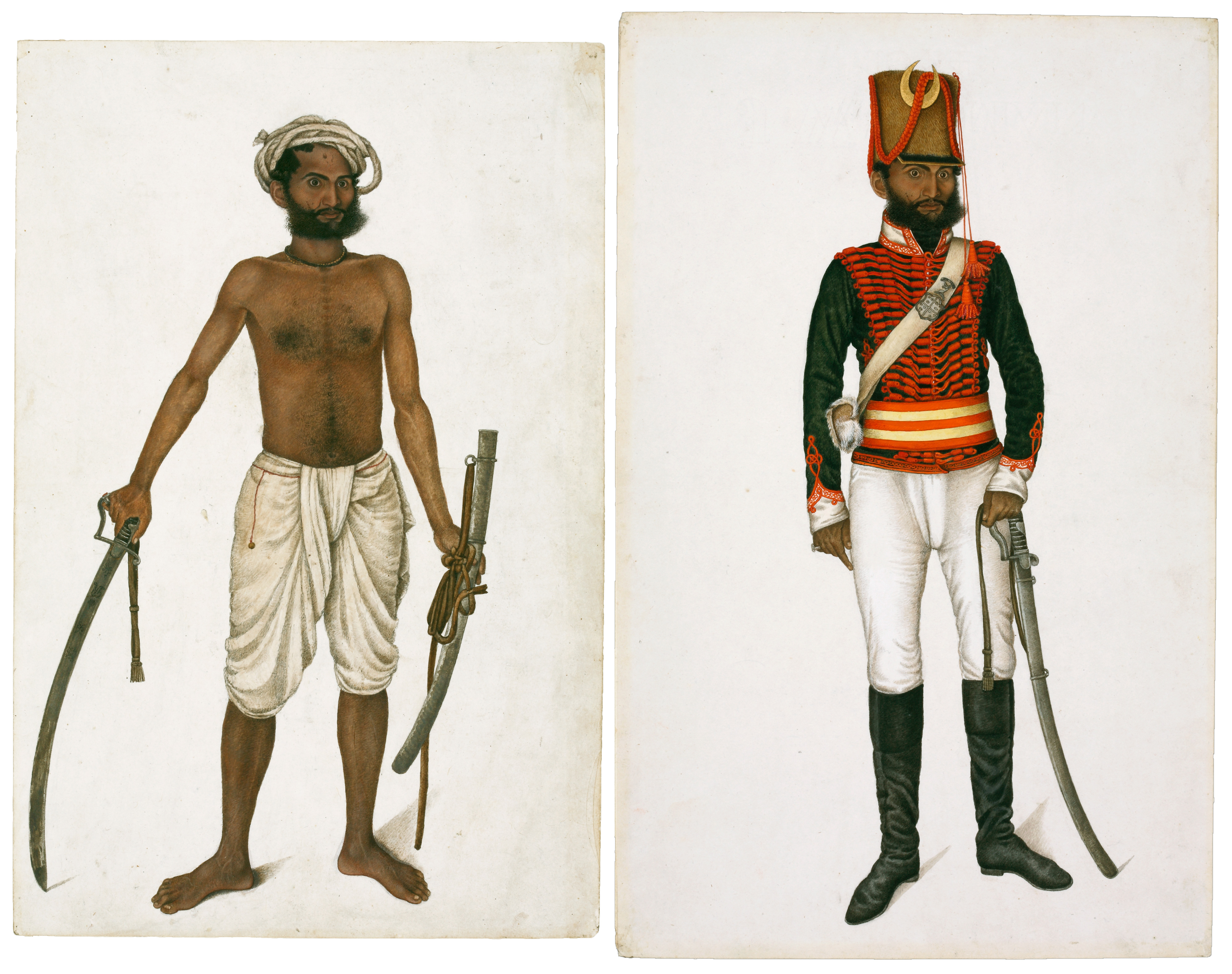
Сипай із шаблею і в уніформі. Дві мініатюри зАльбому Фрейзера. Делі, 1815–1816.
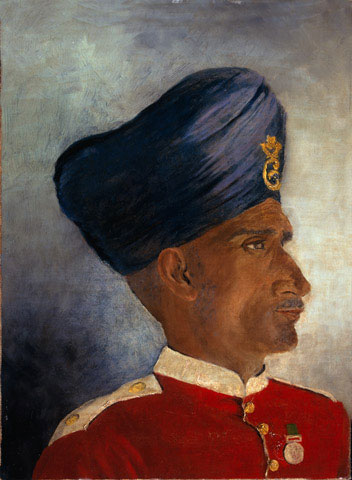
Сипай у формі, 1900.
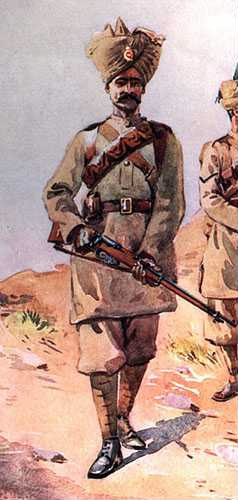
Сипай початку ХХ століття в польовій формі Армії Британської Індії.

Спочатку британці набирали сипаїв з місцевого населення Бомбейського Мадраського президентств, особлива увага приділялася касті і статурі кандидатів. 
Однак у бенгальській армії набір відбувався лише серед вищих каст брахманів і раджпутів, переважно з сучасних регіонів Уттар-Прадеш і Біхар. Вербування проводилося на місцях батальйонами чи полками, часто з однієї громади, села чи навіть родини. Командир батальйону став різновидом заміни старости села або «гаон бура». Він був "mai-baap" або "батьком і матір'ю" сипаїв, що складали "paltan" ("взвод"). Серед військовослужбовців було багато родинних і громадських зв’язків, траплялись численні випадки, коли члени сім’ї записувалися в один батальйон чи полк. Клятва вірності сипаїв давалась Ост-Індській компанії та включала обітницю вірності і ритуалу поїдання солі.
Зарплата сипаїв, найнятих Ост-Індською компанією, хоча й не була суттєво більшою, ніж зарплата в правителів індійських штатів, зазвичай виплачувалася регулярно. Під час служби за кордоном дозволялося виплачувати аванси. Зброя, одяг і боєприпаси забезпечувалися централізовано, на відміну від воїнів місцевих індійських правителів.  Адже місцеві правителі зазвичай очікували, що їхні сипаї озброяться та проживуть себе за допомогою грабежу.
Ця комбінація факторів призвела до розвитку почуття спільної честі та духу серед добре навчених і дисциплінованих індійських солдатів, які стали ключем до успіху колоніальної армії Індії та за кордоном.
Після Повстання сипаїв вцілілі полки Ост-Індської компанії були об’єднані в нову індійську армію під прямим контролем Британської корони. Визанчення «сипай» було збережено для індійських солдатів рангом нижче капрала, за винятком кавалерії.

### На службі Франції
З появою 1719 року Французької Ост-Індської компанії (Compagnie des Indes) загони індійських сипаїв (cipayes) доповнили загони французьких військових і  швейцарських найманців. Через рік чисельність сипаїв дорівнювала 10 000 чоловік. За генерал-губернатора Жозеф-Франсу Дюплекса з сипаїв почали формувати окремі частини, які відправлялися на захист союзних Франції індійських князівств, чиї правителі були зобов'язані самі утримувати субсидарне військо.
Після битви при Вандиваші 1760 року їх чисельність сильно скоротилася, але Франція продовжувала навчання і набір військових корпусів індійських сипаїв ("corps militaire des cipayes de l'Inde") в Пондичеррі аж до 1898 року, коли їх замінила жандармерія.

### На службі Португалії
Сіпаєв рекрутували в Португальській Індії. Терміном «cipaio» (sepoy) також називалися африканські солдати і сільські офіцери в Анголі, Мозамбіку і Португальській Гвінеї. Ангольські сипаї становили частину гарнізону Гоа в останні роки португальського панування над цією територією.